# Ernst Nolte
Ernst Nolte (Witten, 11 januari 1923 – Berlijn, 18 augustus 2016) was een Duits historicus en hoogleraar die bekend werd als kenner van het fascisme. Door de opvattingen die hij publiceerde tijdens de Historikerstreit (polemiek over oorsprong en historische plaatsbepaling van Holocaust en nationaalsocialisme) raakte hij omstreden.
De inzet daarvan was de vraag of de Shoah vergelijkbaar is met enig andere volkerenmoord in de geschiedenis. Hij kwam daar zo beschadigd uit, dat hij sindsdien nooit meer een Duitse uitgever heeft kunnen vinden voor zijn boeken.

## Leven en werk
Hij werd bekend met zijn boek Der Faschismus in seiner Epoche (1963) en werd later professor voor Nieuwe geschiedenis aan de Vrije Universiteit Berlijn. Hij was een leerling van Martin Heidegger. In het genoemd boek omschreef hij het fascisme op grond van een fenomenologische methode als antimarxisme, dat zijn tegenstander bestrijdt met een radicaal tegengestelde ideologie maar met nagenoeg identieke methodes.
Als wezenlijke kenmerken van het fascisme noemt Nolte naast het antimarxisme ook het antiliberalisme, het nationalisme, geweld en propaganda. Opvallend daarbij is dat hij racisme of antisemitisme niet noemt. Nolte definieert hiermee niet alleen het Duitse nationaalsocialisme en het Italiaanse fascisme van Mussolini, maar ook de rechts-radicale Franse Action Française. Hij was daarmee de eerste niet-marxistische historicus die het marxistische fascismebegrip overnam.
In 1986 lag Nolte met een artikel in de Frankfurter Allgemeine Zeitung aan de basis van de zogenaamde Historikerstreit. Hij schreef dat de Russische Goelag logisch en feitelijk voorafging aan Auschwitz, meer nog, de rassenmoord van de nationaalsocialisten zou mogelijk geworden zijn door de vrees voor de eerdere klassenmoord van de bolsjewieken. De Shoa of de massamoord op de Joden mag niet tot het wezen van het fascisme gerekend worden. Het is een overreactie op de dreiging van de Russische Revolutie en heeft daarmee een verklaarbare kern. Deze stelling, die de uniciteit van de Holocaust in twijfel trekt, werd door Nolte verder ontwikkeld in zijn boek Der europäische Bürgerkrieg 1917-1945. Twee gewelddadige en totalitaire tegenstanders, het fascisme en het communisme, hebben volgens hem in die periode een totale Europese burgeroorlog gevoerd. De socioloog en filosoof Jürgen Habermas opende de Historikerstreit met het verwijt aan een aantal historici, onder wie Nolte, dat ze de gruwelijke waarheid van nationaalsocialisme en Holocaust wilden bagatelliseren.
Nolte kreeg veel kritiek op wat de critici beschouwden als een apologie van het Hitlerregime. Aan de andere kant vond hij ook verdedigers, bijvoorbeeld in het tijdschrift Junge Freiheit. De columnist Hans Ree noemde in zijn Taboe-lezing in De Balie te Amsterdam (1996) de beschuldiging dat Nolte nazi-misdaden zou willen goedpraten of relativeren onterecht. In 1997 verscheen Zwartboek van het communisme (Le livre noir du communisme) van de Franse ex-maoïst Stéphane Courtois, waarin deze niet minder dan honderd miljoen doden toeschrijft aan het communisme. Courtois schreef een nieuwe inleiding voor de Franse uitgave van Noltes Europese burgeroorlog. Beiden voeren zij de communistische en nationaalsocialistische misdaden van de twintigste eeuw terug op de Franse Revolutie en meer bepaald op de jakobijnse vernietigingspolitiek, die een voorbeeld zou zijn geweest voor de communisten in door hen gevoerde burgeroorlogen.
Nolte kreeg in 2000 de Konrad Adenauerprijs van de Deutschland-Stiftung. Het was een vorm van rehabilitatie door een stichting die een conservatieve vernieuwing van het politieke leven nastreefde en gesteund werd door de rechtervleugel van de christendemocratische CDU.

## Voetnoten
1. ↑  Een vollediger definitie is te vinden op de Website van Ernst Nolte, 'Rückblick und Rechenschaft nach vier Jahrzehnten' (onder de rubriek Rückblick und Rechenschaft): "Faschismus ist Antimarxismus, der den Gegner durch die Ausbildung einer radikal entgegengesetzten und doch benachbarten Ideologie und die Anwendung von nahezu identischen und doch charakteristisch umgeprägten Methoden zu vernichten trachtet, stets aber im undurchbrechbaren Rahmen nationaler Selbstbehauptung und Autonomie."
2. ↑  Zie: Ernst Nolte, 'Die Vergangenheit, die nicht vergehen will. Eine Rede, die geschrieben, aber nicht gehalten werden konnte'. (Frankfurter Allgemeine Zeitung, 6 juni 1986).
3. ↑  Jürgen Habermas, 'Eine Art Schadensabwicklung: Die apologetischen Tendenzen in der deutschen Zeitgeschichtsschreibung', Die Zeit, 18 juli 1986.
4. ↑  Hans Ree, 'Over de Duitse ziel', Stichting SLAA, Taboe-lezing, Amsterdam, 1996; gepubliceerd in Vrij Nederland, nr. 16, 20 april 1996.